# NGC 1796
NGC 1796 é uma galáxia espiral barrada (SBb) localizada na direcção da constelação de Dorado. Possui uma declinação de -61° 08' 23" e uma ascensão recta de 5 horas, 02 minutos e 42,8 segundos.
A galáxia NGC 1796 foi descoberta em 26 de Dezembro de 1834 por John Herschel.